# المكارمة (خيران المحرق)

تعديل مصدري - تعديل

المكارمة هي إحدى قرى عزلة الدانعى بمديرية خيران المحرق التابعة لمحافظة حجة، بلغ تعداد سكانها 162 نسمة حسب تعداد اليمن لعام 2004.